# 吕少军
吕少军（1963年3月—），男，汉族，台湾台南人，中华人民共和国政治人物。现任台盟江西省委主委，江西省台湾同胞联谊会副会长，江西省政协常委。第十四届全国政协委员。